# Bobrowo (gmina)
Pour les articles homonymes, voir Bobrowo.
Bobrowo est une gmina rurale du powiat de Brodnica, Cujavie-Poméranie, dans le centre-nord de la Pologne. Son siège est le village de Bobrowo, qui se situe environ 9 km au nord-ouest de Brodnica et 53 km au nord-est de Toruń.
La gmina couvre une superficie de 146,28 km2 pour une population de 6 168 habitants.

## Géographie
La gmina est bordée par la ville de Brodnica et les gminy de Brodnica, Dębowa Łąka, Golub-Dobrzyń, Jabłonowo Pomorskie, Książki, Wąpielsk et Zbiczno.